# Zonitoschema tenuicollis
Zonitoschema tenuicollis là một loài bọ cánh cứng trong họ Meloidae. Loài này được Fabricius miêu tả khoa học năm 1811.